# Michel Scheuer
Michel Scheuer (Rodange, 20 de maio de 1927) é um velocista alemão na modalidade de canoagem.
Foi vencedor da medalha de Ouro em K-2 1000 m em Melbourne 1956 junto com o seu colega de equipe Meinrad Miltenberger e das medalhas de Bronze em K-1 10000 m em Helsínquia 1952 e Melbourne 1956.